# Heliosperma
Heliosperma (Rchb.) Rchb., 1841 è un genere di piante appartenente alla famiglia Caryophyllaceae.

## Tassonomia
Il genere comprende le seguenti specie:
- Heliosperma alpestre (Jacq.) Rchb.
- Heliosperma intonsum (Greuter & Melzh.) Niketić & Stevan.
- Heliosperma macranthum Pančić
- Heliosperma malyi (H.Neumayer) Degen
- Heliosperma nikolicii (A.Seliger & Wraber) Niketić & Stevan.
- Heliosperma oliverae Niketić & Stevan.
- Heliosperma pusillum (Waldst. & Kit.) Rchb.
- Heliosperma retzdorffianum K.Malý
- Heliosperma tommasinii (Vis.) Vis.
- Heliosperma veselskyi Janka